# Ottendorf (Lichtenau)
Ottendorf ist ein Ortsteil der sächsischen Gemeinde Lichtenau im Landkreis Mittelsachsen. Die Gemeinde Ottendorf mit ihren Ortsteilen Krumbach und Biensdorf wurde am 1. Januar 1999 in die Gemeinde Auerswalde eingemeindet, welche am 11. September 2000 in Lichtenau umbenannt wurde.

## Geographie

### Geographische Lage
Ottendorf liegt im Norden der Gemeinde Lichtenau am Ottendorfer Bach, einem Zufluss der Zschopau. Geologisch liegt Ottendorf im Sächsischen Granulitgebirge.

### Nachbarorte
| Röllingshain | Altmittweida                                | Zschöppichen    |
| Garnsdorf    | Kompassrose, die auf Nachbargemeinden zeigt | Krumbach        |
| Auerswalde   | Oberlichtenau                               | Niederlichtenau |

## Geschichte

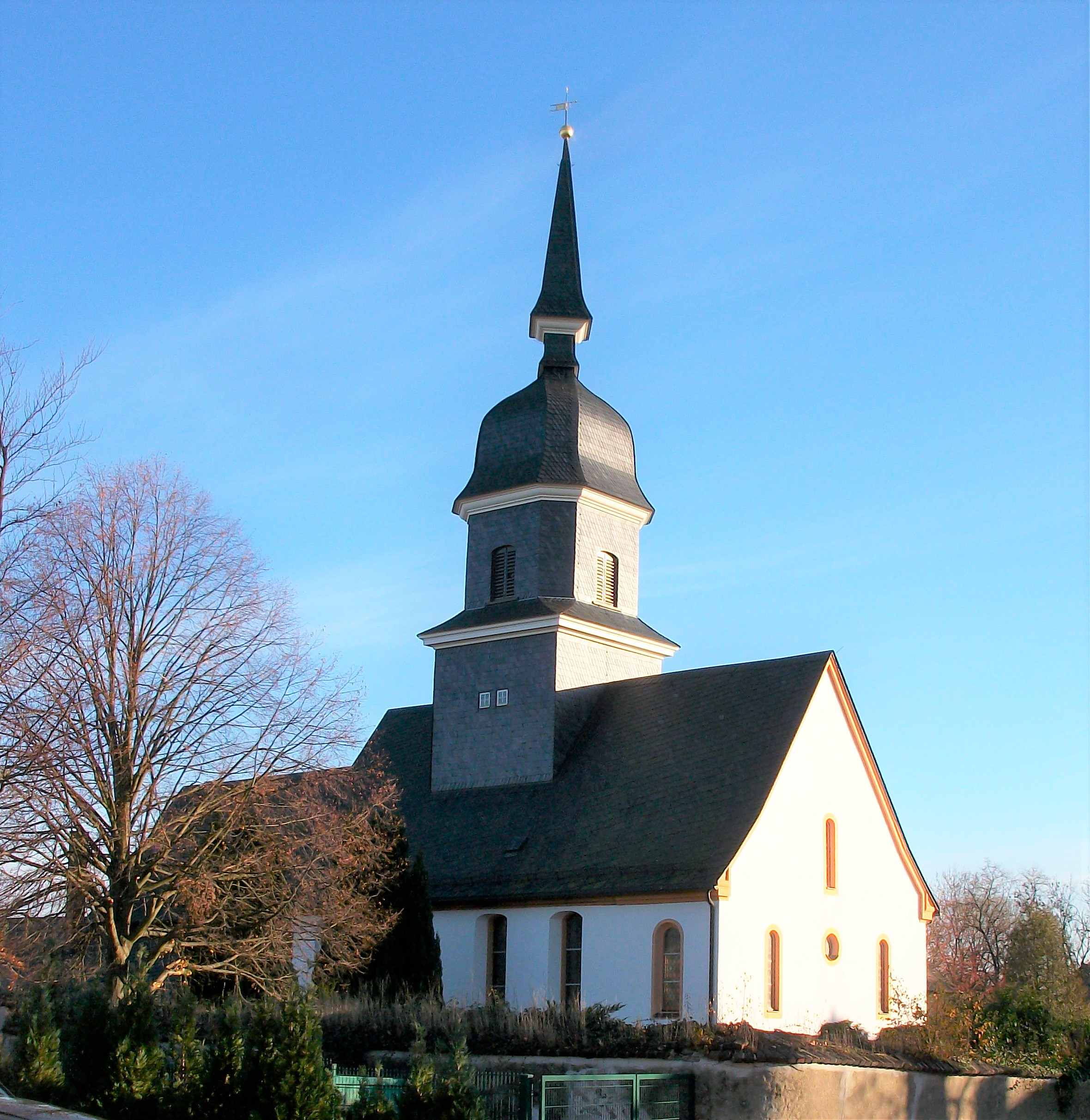
Kirche Ottendorf (Lichtenau)

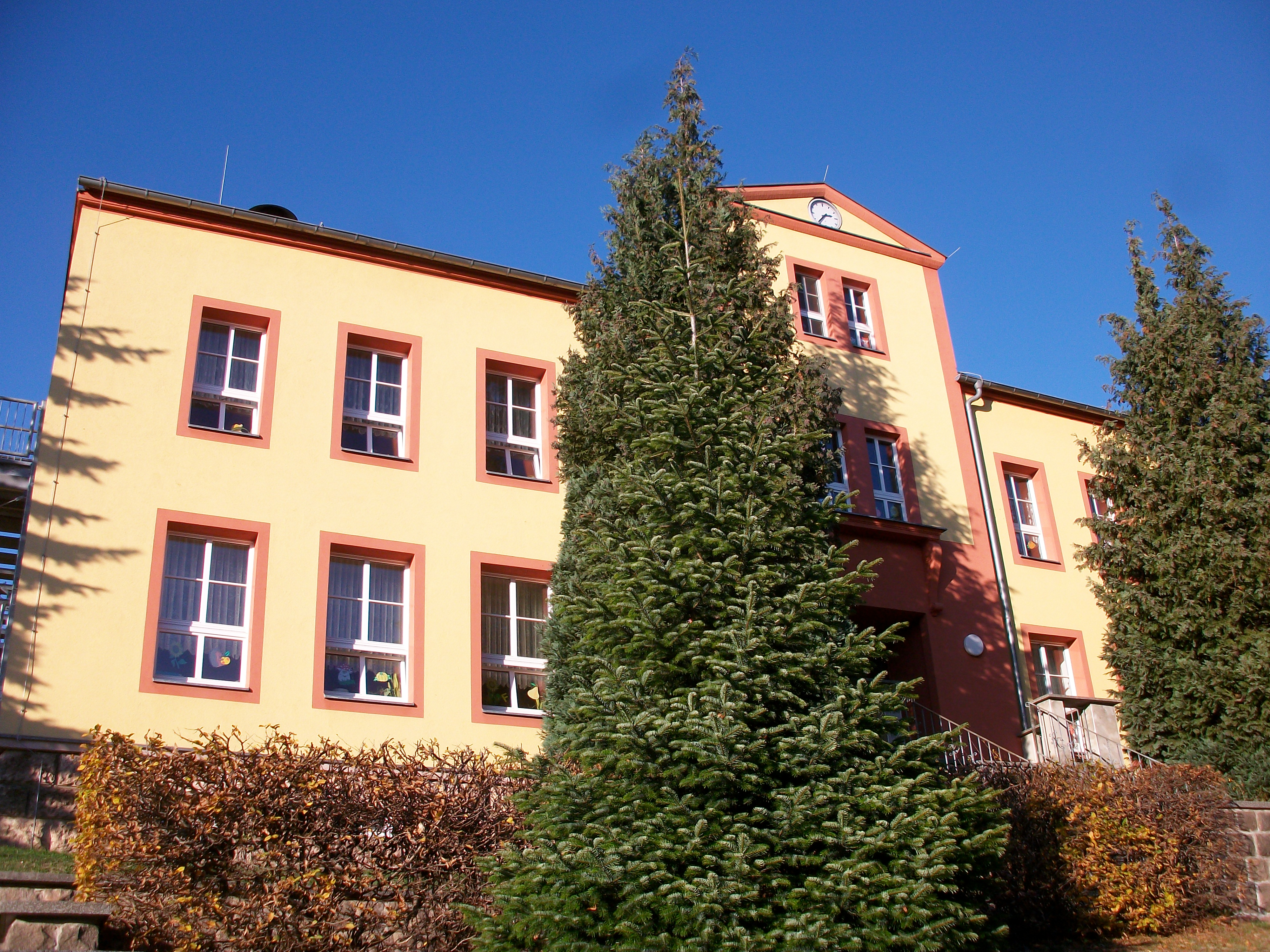
Grundschule Ottendorf

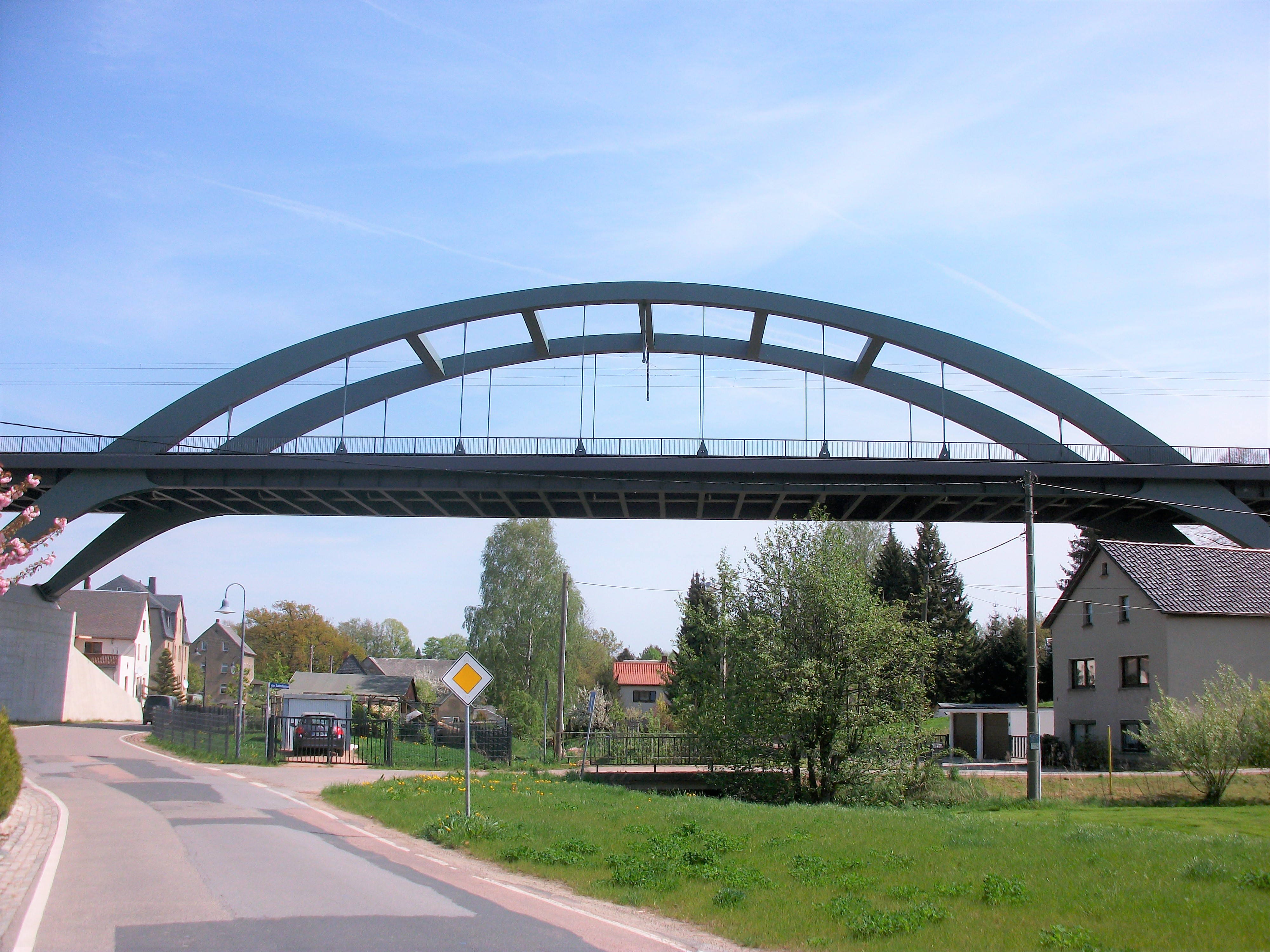
Eisenbahnviadukt in Ottendorf (2018)

Das Waldhufendorf Ottendorf wurde am 5. März 1336 erstmals urkundlich erwähnt. Die Kapelle des Orts wurde in einer Urkunde erstmals im Jahr 1508 erwähnt. Die vermutlich aus dem 15. Jahrhundert stammende Kirche von Ottendorf wurde im Jahr 1624 durch einen Brand völlig zerstört. Das Pfarrhaus und mit ihm große Teile des Kirchenarchivs und alle Kirchenbücher wurden im Jahr 1669 vernichtet.
Ottendorf unterstand der Grundherrschaft des Ritterguts Lichtenwalde im kursächsischen Amt Lichtenwalde, das ab 1696 durch das kursächsische Amt Frankenberg-Sachsenburg und ab 1783 durch das kursächsische bzw. spätere königlich-sächsische Amt Augustusburg verwaltet wurde. Nach dem Ende der sächsischen Ämterverfassung 1856 lag Ottendorf im Zuständigkeitsbereich des Gerichtsamtes Mittweida. Ab 1875 gehörte die Gemeinde Ottendorf zur  Amtshauptmannschaft Rochlitz. Das im Volksmund „altes Schulhaus“ genannte Schulgebäude nahe der Kirche wurde im Jahr 1828 errichtet. Eine Schule ist im Ort bereits 1669 nachgewiesen. Das neue, im Jahr 1888 eingeweihte Schulgebäude beherbergt heute die Grundschule des Orts. Bergbau ist im östlichen Gebiet Ottendorfs für das 18. Jahrhundert (beim alten Gasthof an der Krumbacher Straße) und das 19. Jahrhundert („Neue Hoffnung Gottes Stolln“ und „Auguststolln“ südlich der Krumbacher Straße am Ortsausgang Ottendorf Richtung Krumbach) belegt. Kalk wurde in Ottendorf bereits um 1440 im Wiesengrund oberhalb des Biensdorfer Tals abgebaut. Von den Ottendorfer Kalkbrüchen aus dem 19. Jahrhundert sind nur noch Überreste vorhanden.
Die Landstraße von Chemnitz über Ottendorf nach Mittweida wurde im Jahr 1832 fertiggestellt. Am 1. Januar 1852 erfolgte die Einweihung der Bahnstrecke Riesa–Chemnitz, welche die Ottendorfer Hauptstraße mit einem Viadukt überspannt. Die Haltestelle „Ottendorf“ an der Bahnstrecke wurde jedoch erst 1880 eröffnet. Die Freiwillige Feuerwehr Ottendorf wurde 1891 gegründet. Zwischen dem 15. und 26. April 1945 war Ottendorf kurzzeitig von amerikanischen Truppen besetzt, bis am 7./8. Mai 1945 sowjetische Truppen die Verwaltung übernahmen.
Durch die zweite Kreisreform in der DDR kam die Gemeinde Ottendorf im Jahr 1952 zum Kreis Hainichen im Bezirk Chemnitz (1953 in Bezirk Karl-Marx-Stadt umbenannt), der im Jahr 1990 als sächsischer Landkreis Hainichen fortgeführt wurde. Nach dessen Auflösung gehörte der Ort seit 1994 zum Landkreis Mittweida, der 2008 im Landkreis Mittelsachsen aufging. Die Gemeinde Krumbach mit ihrem Ortsteil Biensdorf wurde am 1. Dezember 1994 eingemeindet. Im Zuge der Gemeindegebietsreform in Sachsen wurden 1999 die Gemeinden Auerswalde, Lichtenau und Ottendorf zu einer neuen Gemeinde vereinigt, deren Name erst am 28. Mai 2000 durch einen Bürgerentscheid als „Lichtenau“ festgelegt wurde, hierfür entschieden sich 51 % der Abstimmungsberechtigten.

## Verkehr

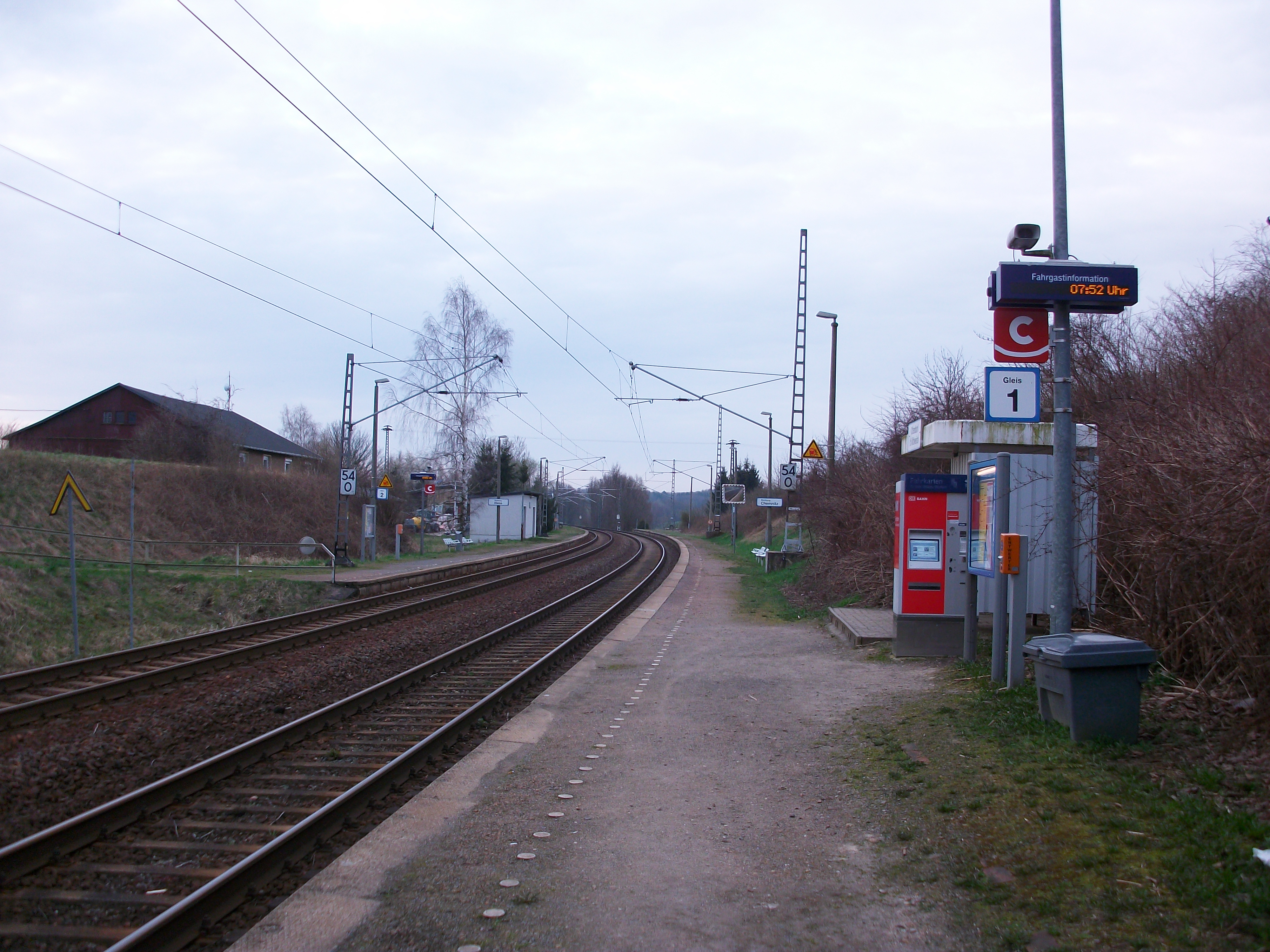
Haltepunkt Ottendorf (b Mittweida) (2016)

Im Osten von Ottendorf verläuft die Staatsstraße 200, die von der Bundesautobahn 4, Anschlussstelle Chemnitz-Ost im Süden nach Mittweida im Norden verläuft.
Der Westen von Ottendorf wird von der Bahnstrecke Riesa–Chemnitz über ein Viadukt gequert. An der 1852 eröffneten Bahnstrecke besitzt der Ort jedoch erst seit 1880 einen Haltepunkt im Nordwesten des Orts, an dem mit der Einführung des Chemnitzer Modells, bis auf wenige Ausnahmen, nur noch die Züge der City-Bahn Chemnitz der Linie Chemnitz–Mittweida halten.

## Bildung
In Ottendorf befindet sich eine von drei Grundschulen der Gemeinde Lichtenau.